# Mariusz Marquardt
Mariusz Marquardt (ur. 1959) – polski urzędnik państwowy, menedżer i kontroler, w latach 1991–1998 wiceprezydent Chorzowa, w latach 2000–2001 podsekretarz stanu w Ministerstwie Zdrowia.

## Życiorys
W 1978 został absolwentem VII Liceum Ogólnokształcącego im. Harcerzy Obrońców Katowic w Katowicach. Ukończył studia ekonomiczne. W listopadzie 1981 był jedną z osób stojących na czele strajku organizowanego przez Niezależne Zrzeszenie Studentów na Akademii Ekonomicznej w Katowicach. W lutym 1991 po raz pierwszy wybrany do zarządu miasta Chorzowa, objął stanowisko wiceprezydenta. Pozostał nim do października 1998. Pod koniec lat 90. sprawował funkcję wiceprezydenta Chorzowa, później wiceszefa Śląskiej Kasy Chorych.
5 grudnia 2000 powołany na stanowisko podsekretarza stanu w Ministerstwie Zdrowia, odpowiedzialnego za finanse, nadzór i kontrolę. Zakończył pełnienie funkcji wraz z rządem Jerzego Buzka w 2001 roku. 10 grudnia 2001 został dyrektorem Wojewódzkiego Szpitala Specjalistycznego nr 3 w Rybniku. Został później inspektorem w delegaturze Najwyższej Izby Kontroli w Katowicach. Objął w niej funkcję doradcy i następnie wicedyrektora.

## Życie prywatne
Żonaty z Magdaleną.